# スパイダーマンのテーマ
「スパイダーマンのテーマ」 (Spider-Man Theme) は、1967年にアメリカ合衆国で放送されたテレビアニメ『スパイダーマン』のオープニング・テーマ曲である。作曲はポール・フランシス・ウェブスターとロバート・ハリス。別名「テーマ・フロム・スパイダーマン」 (Theme from Spider-Man)。合唱はビリー・ヴァンとローリー・ボウワー・シンガーズ。
1995年にラモーンズがカバーした。MCAビクターから発売されたアニメ主題歌のカバーアルバム『サタデー・モーニング〜アニメ・テーマ・グレイテスト・ヒッツ』に収録されている。
日本での放送で使用された日本語版カバーは、2017年発売のオムニバスアルバム『チンパン探偵ムッシュバラバラ 〜外国TV映画 日本語版主題歌<オリジナル・サントラ>コレクション VOL.2』に収録された。
2025年1月、この主題歌のリミックス版が「スパイダーマン:フレンドリー・ネイバーフッド」のオープニングとして使われている。

## 映画版
2002年と2004年に公開された実写映画版『スパイダーマン』では大道芸人が歌っているシーンがある。第1作ではオリジナル音源とエアロスミスによるカバーバージョンが『スパイダーマン オリジナル・サウンドトラック』に収録され、エンドクレジットの最後にオリジナル音源が使われた。第2作にはマイケル・ブーブレによるカバーバージョンが主題歌として用いられた。マイケル・ブーブレ版はサウンドトラックには収録されなかったが、ブーブレのアルバム『Babalu』に収録され、2004年にシングルカットもされている。
2014年に公開された『アメイジング・スパイダーマン2』では主人公ピーター・パーカーが口笛で吹いているシーンがある。
2017年に公開された『スパイダーマン:ホームカミング』ではオープニングのBGMに採用されている。
2018年に公開された『スパイダーマン:スパイダーバース』では、ピーター・パーカーが最初の解説で「アニメの主題歌は最高！」と言った時のシーンとエンディング後のエピローグ（スパイダーマン2099がアース67のスパイダーマンに会うシーン）にオリジナル音源が使われた。

## ゲーム
- スパイダーマン - Apollo 440がリミックスした楽曲、タイトル画面とクレジットで使用されている。メインメニューではインストゥメンタルで再生される。

## マイケル・ブーブレ版収録曲
並録されている「Sway」は『キエン・セラ』として知られるラテン音楽（原詞はスペイン語）に英語歌詞を乗せたもの。
1. "Spider-Man" Theme (Junkie XL Remix)"
2. "Sway (Junkie XL Remix)"
3. "Sway (The Passengerz European Mixshow)"
4. "Sway (Ralphi's Salsation Edit)"
5. "Sway (Ralphi's Salsation Vox Mix)"
6. "Sway (Ralphi's Dark Rhumba Dub)"